# Literaturjahr 1527
Liste der Literaturjahre

◄◄ | ◄ | 1523 | 1524 | 1525 | 1526 | Literaturjahr 1527 | 1528 | 1529

Weitere Ereignisse
Dieser Artikel behandelt das Literaturjahr 1527.

## Ereignisse

### Dichtung
- Johann Travers beschreibt 1527 seine Gefangenschaft auf Schloss Musso im 1. Müsserkrieg in Form einer Reimchronik in 700 Knittelversen. Es ist der früheste Beleg rätoromanischer Literatur und hat den Titel Chanzun da la guerra dalg Chiastè d’Müs. Mit diesem rätoromanischen Gedicht gilt er als Wegbereiter und Mitbegründer der oberengadinischen Schriftsprache.
- Marcus Hieronymus Vida, auch bekannt als „Hieronymus Vida“, veröffentlicht 1527:
  - De arte poetica („Die Kunst der Poesie“), ein Traktat über poetische Theorie, teilweise inspiriert von Horaz
  - Scacchia, Ludus („Das Schachspiel“), ein Gedicht mit 658 Zeilen in virgilischen Hexametern über die Entstehung des Schachspiels, das im Laufe der Jahrhunderte in viele Sprachen übersetzt wird

### Geschichtswissenschaften
- Hector Boece veröffentlicht seine Historia Scotorum, ein siebzehnbändiges Werk über die Geschichte Schottlands in lateinischer Sprache. Die Übersetzung der Bücher ins Schottische wird William Shakespeare um 1606 als Vorlage für dessen Tragödie des Macbeth dienen.[1]

### Medizin
- Paolo Alpago publiziert 1527 den fünfbändigen Kanon der Medizin (Qānūn fī aṭ-ṭibb) des persischen Universalgelehrten Avicenna. Die von Gerhard von Cremona besorgte lateinische Übersetzung des Kanon war 1472 in Mailand erstmals gedruckt worden, wobei die erste Auflage lediglich das dritte Buch des Kanons enthielt. Bis zum Ende des Jahrhunderts erschienen dann elf Gesamtausgaben, 15 Inkunabeln insgesamt und danach noch einmal 21.[2] Diese Übersetzung hat der an der venetianischen Botschaft in Damaskus tätige Arzt Andrea Alpago aus Belluno (1450–1521) auf Grund alter arabischer Handschriften 1521 verbessert. Nach Andrea Alpagos Tod veröffentlicht sein Neffe und Reisebegleiter Paolo Alpago (latinisiert Paulus Alpagus) 1527 das Werk.[3] Die mit Avicennas Traktat De medicinis cordialibus sowie mit einer verbesserten Übersetzung der Nachweise der Quellenzitate, genannt cantica, ausgestattete und mit Glossaren zu arabischen Pflanzen- und Arzneinamen ergänzte Gesamtausgabe wird 1527 in Venedig durch L. A. Juntae[4] gedruckt.[5] Seitdem sind mehr als 30 Neuauflagen und Neuausgaben dieser Gesamtausgabe erschienen, etwa 1556 die Ausgabe von Bendict Rinius. Der Kanon bleibt bis ins 17. Jahrhundert eines der Hauptwerke der medizinischen Wissenschaft.

### Religion

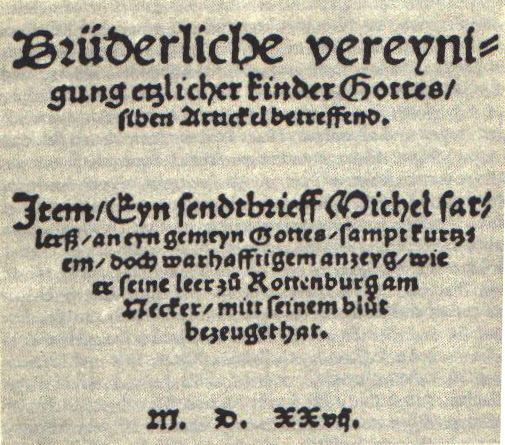
Titelseite der Schleitheimer Artikel

- Titelseite der Schleitheimer Artikel24. Februar: Auf einer Zusammenkunft der Schweizer Brüder werden in Schleitheim die von Michael Sattler ausgearbeiteten Schleitheimer Artikel angenommen. Für viele Täufer, insbesondere die Hutterer und Mennoniten, bilden die Artikel bis in die Gegenwart hinein eine wichtige Bekenntnisgrundlage ihrer Lehre.

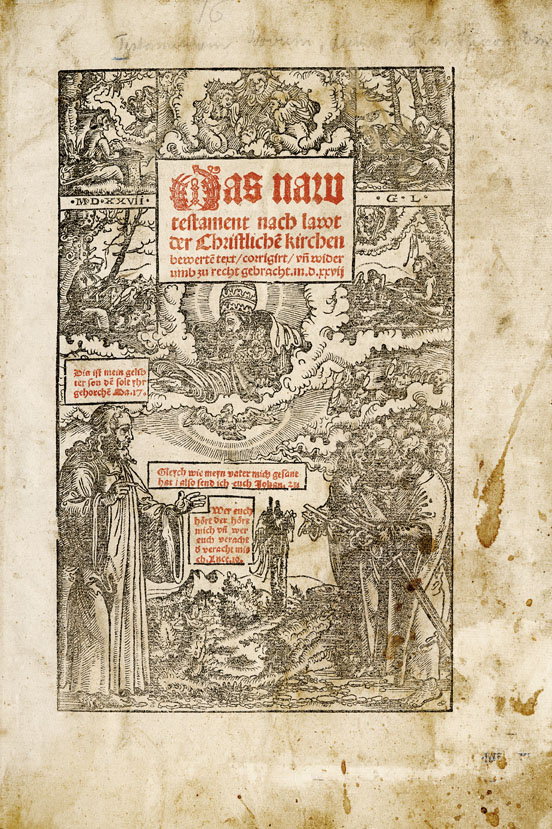
Hieronymus Emser – Das naw testament, 1527

- Hieronymus Emser – Das naw testament, 1527Hieronymus Emser, der Martin Luther Irrtümer und Lügen bei seiner Bibelübersetzung vorwirft, bringt in Dresden mit Das naw testament nach lawt der Christlichen kirchen bewerten text / corrigirt / und widerumb zurecht gebracht  eine Gegenübersetzung zur Bibelübersetzung Luthers heraus.

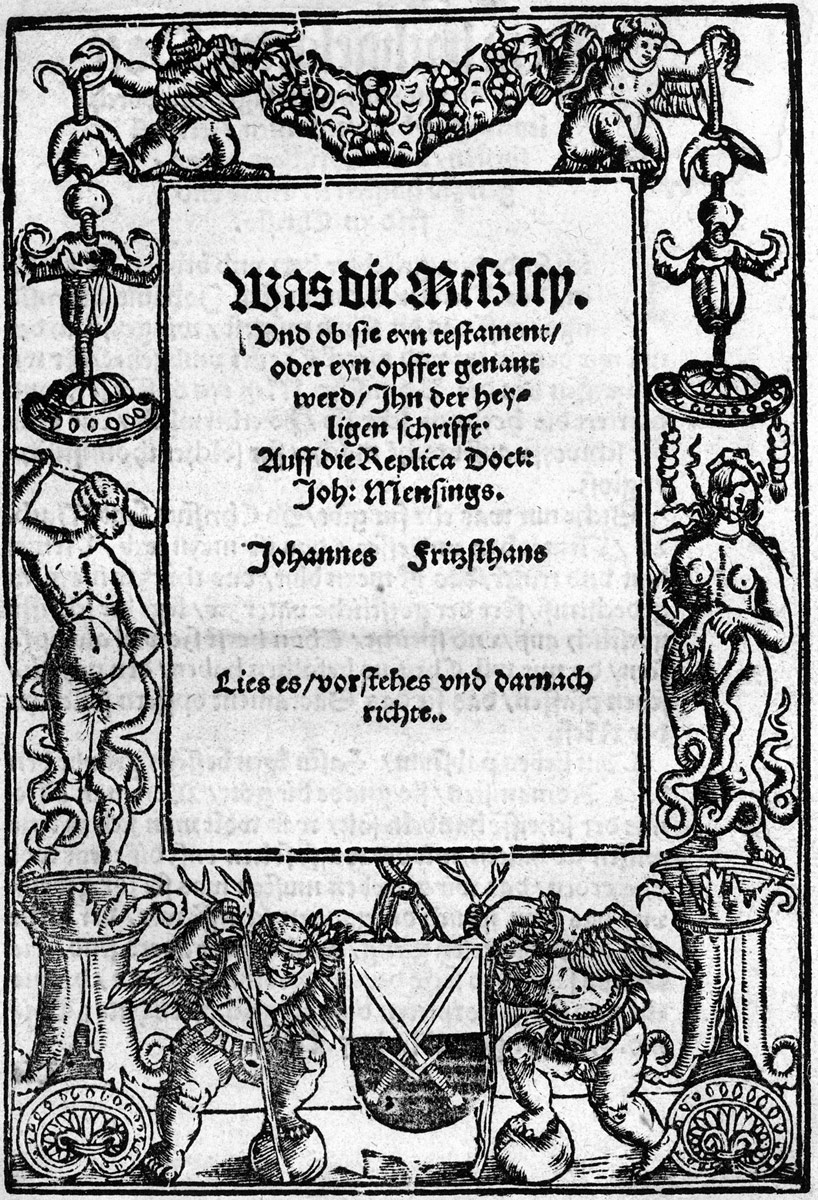
Johannes Fritzhans – Was die Meß sey, Magdeburg 1527

- Johannes Fritzhans – Was die Meß sey, Magdeburg 1527Johannes Fritzhans veröffentlicht in Magdeburg sein Buch Was die Meß sey.
- Hans Hut veröffentlicht
  - Von dem geheimnis der tauf, baide des zaichens und des Wesens, ein anfang eines rechten wahrhaftigen christlichen Lebens (als Manuskript erhalten)
  - Ein christlicher Underricht, wie göttliche geschrift vergleicht und geurtailt solle werden. Aus kraft des heiligen geists und zeuknus der dreitail christlichen Glaubens sambt iren verstand.[6]
- Martin Luther
  - veröffentlicht seine Abendmahlsschrift mit dem programmatischen Titel Daß diese Worte Christi «Das ist mein Leib» etc. noch fest stehen wider die Schwarmgeister (Ubiquitätslehre). Praktisch gleichzeitig veröffentlicht Huldrych Zwingli seine Schrift Amica exegesis. In den Streitschriften formulieren die beiden Reformatoren ihre Positionen im sog. Abendmahlsstreit.
  - verfasst Ende 1527 seine Schrift Von der Wiedertaufe an zween Pfarrherrn. In ihr weist Luther die Forderung der reformatorischen Täuferbewegung nach einer Bekenntnistaufe zwar zurück, kritisiert jedoch auch die bereits begonnenen Verfolgungen der noch jungen Bewegung. So schreibt er, es sei ihm „nicht recht und wahrlich leid, dass man solche elenden Leute so jämmerlich ermorde, verbrenne und greulich umbringe […] Man soll einen jeglichen lassen glauben, was er will. Glaubt er unrecht, so hat er genug Strafen an dem ewigen Feuer“. Ab 1531 spricht er sich ausdrücklich für die Todesstrafe für Täufer aus.
- Philipp Melanchthon
  - verfasst die Schrift Articuli de quibus egerunt per visitatores, zu der Martin Luther ein Vorwort schreibt. In seinem Aufsatz fordert Melanchthon, dass eine christliche Verkündigung die Predigt von der Buße und die von der Vergebung der Sünden enthalten müsse. Die Predigt von der Buße setze aber das Gesetz voraus. Melanchthon und Luther entfachen damit eine theologische Kontroverse, die um die Frage der Geltung und Bedeutung des Gesetzes (der Tora), insbesondere der Zehn Gebote, im Leben eines Christen geht (antinomistischer Streit).
  - beginnt seine gegen die Täuferbewegung gerichtete Publizistik mit der Schrift Argumentum, quod parvulis sit adhibendum baptismus, einer 1527 erschienenen Handreichung für Geistliche. Diese arbeitet er 1528 zu dem „Gutachten gegen die Wiedertäufer“ (Adversus anabaptistas iudicium) weiter aus.
- Hans Sachs und Andreas Osiander publizieren Eyn wunderliche Weyssagung von dem Babsttumb, wie es ihm biz an das endt der welt gehen sol.

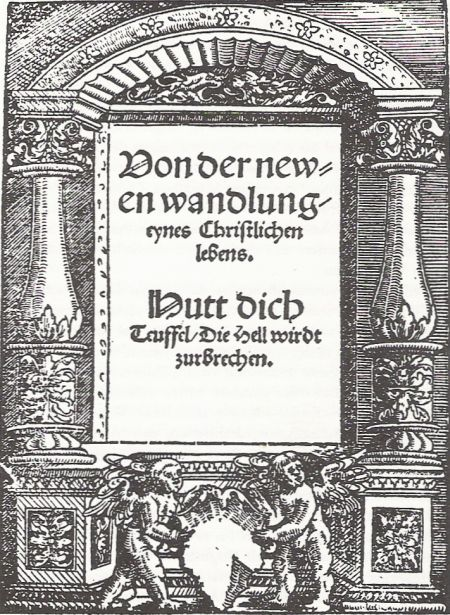
Flugschrift Von der newen Wandlung eynes Christlichen Lebens, Leipzig 1527

- Flugschrift Von der newen Wandlung eynes Christlichen Lebens, Leipzig 1527Huldrych Zwingli sendet Martin Luther am 1. April 1527 seine Schrift Amica exegesis, eine „freundschaftliche Auseinandersetzung“ mit Luthers Abendmahlslehre, zu. Praktisch gleichzeitig mit der Amica exegesis veröffentlicht Luther seine Abendmahlsschrift  Daß diese Worte Christi «Das ist mein Leib» etc. noch fest stehen wider die Schwarmgeister.
- In Straßburg erscheint auf einem Liedblatt das deutschsprachige Kirchenlied Im Frieden dein, o Herre mein des Reformators Johannes Anglicus auf der Grundlage des biblischen Nunc dimittis. Die Melodie stammt vermutlich von Wolfgang Dachstein.

### Sozialutopien
- Hans Hergot gilt als Autor der von Thomas Müntzer, den Ideen Sebastian Francks und der Täuferbewegung beeinflussten sozialutopischen Schrift „Von der newen Wandlung eynes Christlichen Lebens“, die 1527 anonym erscheint. In dieser Schrift wird eine universale christliche Gemeinschaft entworfen:

„Und es werden die leutte alle erbeyten, ynn gemeyn, eyn ytzlicher wo zu er geschickt ist und was er kan, und alle dinge werden ynn gemeynen brauch komen, so das es keyner besser haben wird denn der ander.“

Nachdem bereits der Leipziger Student Martin Mentzer und ein Johann von Liegnitz wegen der Vervielfältigung und Verbreitung der Schrift in Haft gekommen waren, wird auch Hans Hergot vermutlich in Zwickau verhaftet. Er wird vom Hofgericht Herzog Georg des Bärtigen zum Tode verurteilt und am 20. Mai 1527 auf dem Leipziger Marktplatz hingerichtet.

## Geboren

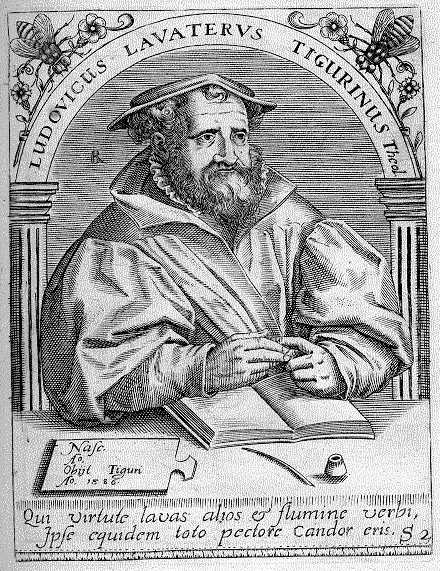
Ludwig Lavater; * 4. März

### Geburtsdatum gesichert
- 28. Januar: Paul Dumerich, deutscher Pädagoge und Professor († 1583)
- 4. März: Ludwig Lavater, Schweizer reformierter Theologe, Antistes der Zürcher Kirche († 1586)
- 4. oder 14. April: Abraham Ortelius, niederländischer Geo- und Kartograph († 1598)
- 13. Juli: John Dee, britischer Philosoph, Mathematiker, Astrologe und Alchemist († 1608 oder 1609)
- 16. Oktober: Johann Hermann, deutscher Mediziner († 1605)
- 3. November: Tilemann Hesshus, deutscher lutherischer Theologe († 1588)
- 23. Dezember: Hugo Donellus, französischer Jurist († 1591)

### Genaues Geburtsdatum unbekannt
- Benedictus Arias Montanus, spanischer Theologe und Orientalist († 1598)
- Urban Gaubisch, deutscher Buchdrucker († 1612)
- Łukasz Górnicki, polnischer Humanist, Schriftsteller, Sekretär und Kanzler von König Sigismund II. August von Polen († 1603)
- Iacob Heraclid, in Malta geborener Humanist und Militärtheoretiker († 1563)
- Luis de León, spanischer Poet, Humanist und Übersetzer († 1591)

## Gestorben

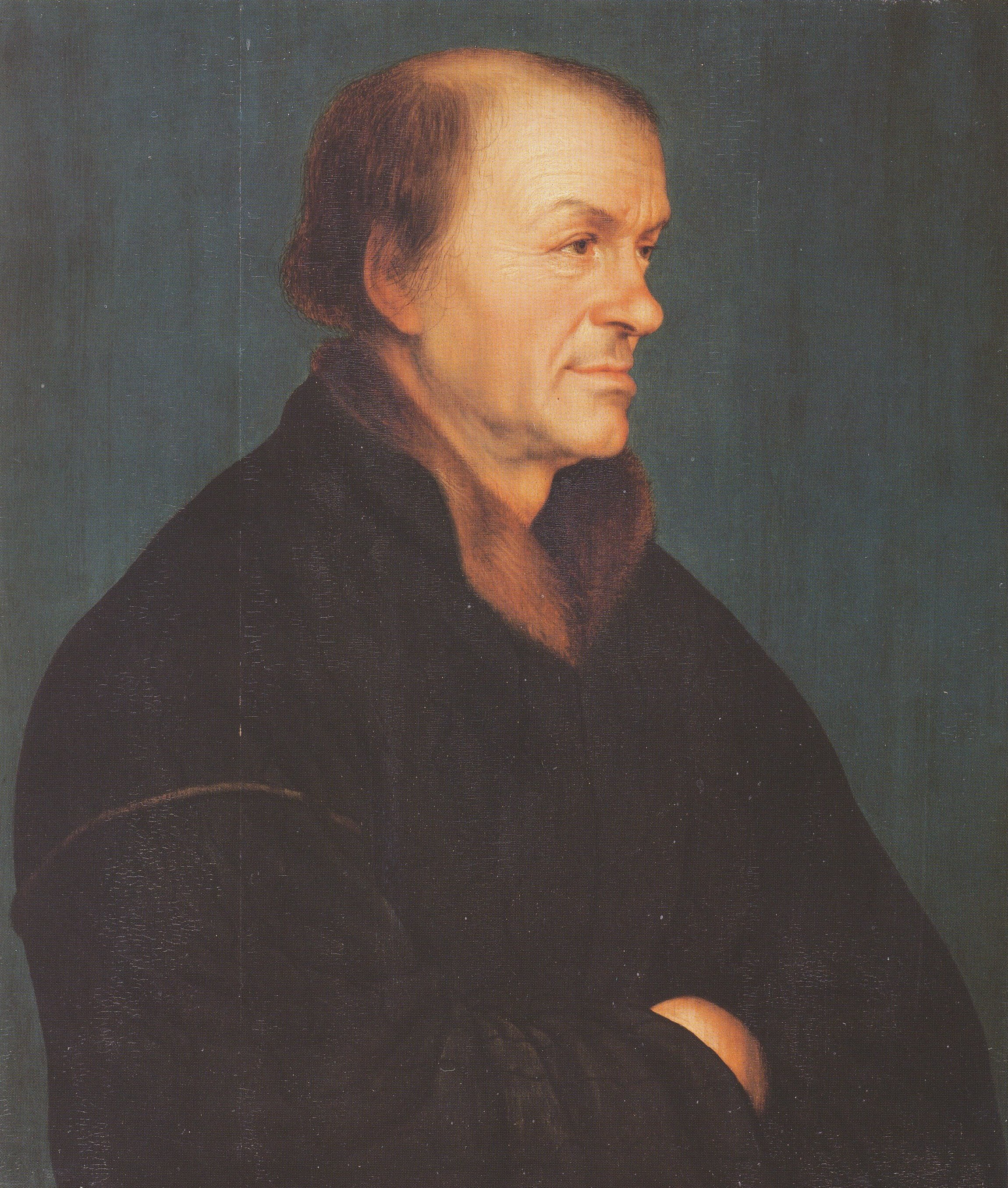
Johann Froben; † 27. Oktober

### Todesdatum gesichert
- 10. März: Nam Gon, koreanischer Politiker sowie neokonfuzianischer Philosoph und Dichter (* 1471)
- 4. Mai: Shōhaku, japanischer Dichter (* 1443)
- 19. Mai: Michael Hummelberger, deutscher Humanist und Philologe (* 1487)
- 20. Mai: Hans Hergot, deutscher Buchdrucker, Buchhändler und protestantischer Autor (* 15. Jh.)
- 21. Juni: Niccolò Machiavelli, italienischer Philosoph, Politiker, Diplomat, Chronist, Schriftsteller und Dichter (* 1469)
- 25. Juni: Šiško Menčetić, kroatischer Poet und Edelmann der Republik Ragusan (* 1457)
- 6. September: Marx Treitzsaurwein, niederösterreichischer Politiker, Geheimschreiber Maximilians I. und Rat Karls V. (* um 1450)
- 18. September: Kaspar Schatzgeyer, katholischer Kontroverstheologe der Reformationszeit (* 1463 oder 1464)
- 27. Oktober: Johann Froben, Buchdrucker und Verleger in Basel (* um.1460)
- 8. November: Hieronymus Emser, deutscher katholischer Theologe und Gegenspieler Martin Luthers (* 1478)
- 15. November: Adam Petri, Basler Buchdrucker und Verleger (* 1454)
- 6. Dezember: Hans Hut, Täufer in Süddeutschland und Österreich (* um 1490)

### Genaues Todesdatum unbekannt
- Francesco Colonna, italienischer Schriftsteller (* 1433/1434)
- Laurentius Corvinus, schlesischer Gelehrter an der Krakauer Akademie (* 1465)
- Hieronymus von Croaria, deutscher Jurist, Rechtsgelehrter und kaiserlicher Bundesrichter (* um 1460/1463)
- November: Hans Denck, deutscher täuferischer Theologe, Humanist, Schriftsteller und Bibelübersetzer (* um 1500)
- Andrea Fulvio, italienischer Humanist, Poet und Antiquar (* 1470)
- Panfilo Sasso, italienischer Dichter (* 1450)

### Gestorben um 1527
- Ludovico Vicentino degli Arrighi, italienischer Schreibmeister, päpstlicher Kanzleischreiber und Buchdrucker (* unbekannt)